# Vera Bryndzejová
Vera Vladimirovna Bryndzejová (rusky Вера Владимировна Брындзей; * 25. ledna 1952 Stanislaviv, Ukrajinská SSR) je bývalá sovětská rychlobruslařka.
Na mezinárodní scéně debutovala na Mistrovství světa ve víceboji 1976, kde skončila na 16. místě. V roce 1977 vícebojařský šampionát vyhrála, na sprinterském mistrovství se umístila na 23. příčce. Na Mistrovství světa ve víceboji 1978 dojela jako čtrnáctá. V následujících letech startovala, až na výjimky, již pouze na domácích závodech. Jednou z těchto výjimek byly Zimní olympijské hry 1980, kde se v závodě na 500 m umístila na 18. místě. Po sezóně 1980/1981 ukončila sportovní kariéru.